# Cavidad Talbot
Una cavidad Talbot es una superficie cóncava externa reflectante, utilizada para obtener una combinación coherente de la luz producida por un conjunto de diodos láser. Generalmente es un único espejo situado a media distancia de Talbot de la matriz de diodos láser. Permite reflejar la imagen de campo cercana de los diodos, creando un fenómeno de retroalimentación óptica. Esta retroalimentación fuerza los láseres al modo cerrado.